# 5410 Співаков
5410 Співаков (5410 Spivakov) — астероїд головного поясу, відкритий 16 лютого 1967 року.
Тіссеранів параметр щодо Юпітера — 3,188.